# Борба на Бељаковцу
Борба на Бељаковцу била је 16. јуна 1905, када је петочлана чета са војводом чича Павлом Младеновичем и шефом Горског штаба Бацетом откривена од бугараша и опкољена турском потером. У покушају да се пробију погинуло је свих седам четника. Четници су након опкољења покушали да се пробију кроз два супротна правца. Том приликом група чиче Павле Младеновића је изгинула, док се Бацета успео решити са једним четником и склони у шуму близу цркве. Туда је пролазило турско одељење и пошто си мислили да су откривени, Бацета и четник отворе ватру на Турке, једнога убију али и сами погину.
Према изјавама Косте Пећанца, Бацета је тада имао 25 нових четника, које је прикупио од околног становништва а да им се због тога не знају имена. Оволики број новоангажованих људи са терена није вероватан и не слаже се са писањем Илије Трифуновића-Бирчанина.